# 명릉 (원성왕후)
명릉(明陵)은 고려 제8대 현종의 제3비인 원성왕후 김씨의 능이다. 현재 능의 위치는 알 수 없다.